# Suối Đình Cả
Suối Đình Cả là phụ lưu của sông Phó Đáy, chảy ở huyện Tam Dương và Tam Đảo tỉnh Vĩnh Phúc, Việt Nam.
Suối thuộc mạng lưới của Hệ thống sông Hồng, dài 14 km, lưu vực 50 km², mã sông "02 02 65 46 11".

## Dòng chảy
Suối bắt nguồn từ phần phía tây dãy núi Tam Đảo, sát với khu du lịch Tam Đảo.21°27′24″B 105°37′25″Đ / 21,456778°B 105,62373°Đ
Suối chảy hướng tây, đến xã Đồng Tĩnh thì đổ vào sông Phó Đáy.